# Yosuga no Sora
Yosuga no Sora (jap. ヨスガノソラ, dt. „Himmel des Mittels; Himmel der (Bluts-)Verwandtschaft“) ist ein von Sphere entwickeltes Erogē-Ren’ai-Adventure, das Ende 2008 für den Windows-PCs veröffentlicht wurde. Die Handlung des Spiels wurde sowohl als gleichnamige Manga-Reihe als auch als Anime-Fernsehserie adaptiert.

## Handlung
Die beiden Geschwister Haruka und Sora werden durch einen tragischen Autounfall schlagartig zu Waisen, was insbesondere Sora nur schwer verkraftet. Dies veranlasst den Jungen und Protagonisten des Spiels Haruka dazu, das neue Haus seiner Eltern zu verkaufen. So kehren beide zu ihrem ursprünglichen, ländlichen Wohnort zurück. Während Haruka versucht, in den Gedanken an die Vergangenheit Kraft zu schöpfen, ist dies für Sora, die sich an der Gegenwart festhält, keine leichte Entscheidung, welcher sie nur widerwillig folgt. Dadurch sieht sie sich insbesondere gezwungen, in den Armen ihres Bruders nach Beistand zu suchen. So verlässt sie nur selten das Haus und sieht sich nicht in der Lage, die Schule zu besuchen, wohingegen ihr Bruder alte Bekanntschaften wieder neu aufleben lässt. So findet dieser sich schnell in der Mitte mehrerer Verehrerinnen wieder, was Sora an den Rand der Verzweiflung treibt.
So steht sie den Schülerinnen Nao, Akira, Kazuha und Motoka sehr abneigend gegenüber und versucht selbst, ihren Bruder als Liebhaber zu gewinnen. Ab diesem Punkt trennt sich die Handlung des Spiels in fünf wesentliche Richtungen, an deren Ende er jeweils eine intime Beziehung zu einem der Mädchen aufgebaut hat und sich daraus entsprechende Konsequenzen für seine Schwester ergeben.
Im Anime wurde eine Mischung aus allen fünf Handlungsabschnitten gewählt.

### Charaktere
Haruka Kasugano (春日野 悠, Kasugano Haruka)
Er ist der Protagonist von Yosuga no Sora und besitzt ein schlankes, erhabenes Erscheinungsbild, was ihn schnell zum Schwarm der Mädchen des Dorfes werden lässt. Er ähnelt dabei äußerlich recht stark seiner Schwester Sora. Er besitzt eine sehr offene Persönlichkeit und hat keine Probleme schnell neue Freunde zu finden. Die Tatsache, dass seine Eltern gestorben sind, nimmt er sehr gefasst auf und schöpft seine Motivation daraus, seiner angeschlagenen Schwester eine neue Zukunft zu geben.
Sora Kasugano (春日野 穹, Kasugano Sora)
Sora ist im Gegensatz zu ihrem Bruder ein sehr stilles, zerbrechliches und sich schnell zurückziehendes Mädchen. Seit ihrer Geburt leidet sie an einer Krankheit, die ihren Körper schwächt und ihr ein Leben in Freiheit verweigerte. Entsprechend entwickelte sie als Kind eine starke Zuneigung zu ihrem Bruder und Puppen, die ihr das Gefühl von Einsamkeit nehmen. Zugleich gibt sie sich aber auch sehr störrisch und würde lieber den ganzen Tag lang im Internet surfen und Snacks essen, was ihr auf dem Land aber verwehrt bleibt. Entsprechend ist Haruka die einzige Person an der sie sich festhalten kann und versucht auf nahezu aufdringliche Art mit ihrem Bruder in Kontakt zu bleiben, weshalb sie ihm beispielsweise ständig Nachrichten auf seinem Handy zukommen lässt und panisch reagiert, wenn sie keine Antwort bekommt. Außerdem ist Sora meistens zuhause und öfters alleine, wenn Haruka nicht zuhause ist. Sie ist eifersüchtig, wenn sie Haruka mit anderen Mädchen sieht.
Nao Yorihime (依媛 奈緒, Yorihime Nao)
Als Schülerin zeichnet sie sich durch gute Noten und Schwimmfähigkeiten aus und besitzt eine offene Zuneigung zu Haruka. Beide kennen sich bereits aus ihrer Kindheit und die Trennung von ihm tat ihr bereits als Kind sehr weh. Zugleich ist sie die Person, die dadurch unbewusst den Hass von Sora auf sich zieht.

## Entstehung und Veröffentlichungen
Das Spiel Yosuga no Sora wurde von einem kleineren Entwicklerteam namens Sphere entwickelt. Die Grafiken wurden von Takashi Hashimoto und Hiro Suzuhira erstellt, während die Handlung von Yukiji Tachikaze und Seiri Asakura geschrieben wurde. Die im Spiel verwendete Hintergrundmusik wurde von Manack komponiert und arrangiert.
Erstmals erschien das Spiel in Japan am 5. Dezember 2008 für den Windows PC. Dabei wurden die Vorbestellungen des Spiels mit zusätzlichen Hörspielen versehen.
Eine Fortsetzung bzw. Erweiterung des Spiels folgte am 24. Oktober 2009 unter dem Titel Haruka na Sora (ハルカナソラ).

## Adaptionen

### Manga
Aufbauend auf der Handlung des Spiels zeichnet Takashi Mikaze eine gleichnamige Manga-Reihe, die im von Kadokawa Shoten herausgegebenen Magazin Comp Ace veröffentlicht wird. Bisher (Stand: 7. Oktober 2010) erschien davon eine Zusammenfassung als Tankōbon am 26. Mai 2010.
- Bd. 1: ISBN 978-4-04-715428-5, 26. Mai 2010
- Bd. 2: ISBN 978-4-04-715586-2, 25. Dezember 2010

### Anime
Im Jahr 2010 wurde das Spiel ebenfalls als Anime-Fernsehserie adaptiert. Sie entstand unter Regie von Takeo Takahashi im Animationsstudio feel. Die Sprecher des Animes sind dabei dieselben wie im Computerspiel. Da der Protagonist des Spiels wie üblich nicht vertont wurde, übernahm Hiro Shimono dessen Rolle in der Serie. Die erste Staffel der 12 Folgen umfassenden Serie, wurde am 4. Oktober 2010 auf AT-X ausgestrahlt. Einige Tage später begannen zeitversetzt ebenfalls die Sender BS11 Digital und Tokyo MX mit der Ausstrahlung. September 2016 kündigte der Anime-Publisher Animoon Publishing die Veröffentlichung in Deutschland an.

#### Episodenliste
| Nr. | Deutscher Titel             | Originaltitel                      | Erstausstrahlung Japan |
| --- | --------------------------- | ---------------------------------- | ---------------------- |
| 1   | Zurück in die Vergangenheit | ハルカナキオク (Haruka na Kioku)   | 4. Okt. 2010           |
| 2   | Geheimnisvolle Schwester    | アキラハズカシ (Akira Hazukashi)   | 11. Okt. 2010          |
| 3   | Ungebunden, Unzertrennlich  | ツカズハナレズ (Tsukazu Hanarezu)  | 18. Okt. 2010          |
| 4   | Schuldgefühle               | ハルカズハート (Harukazu Hāto)     | 25. Okt. 2010          |
| 5   | Schatten im Licht           | ヤミアキラカニ (Yami Akiraka ni)   | 1. Nov. 2010           |
| 6   | Akiras Identität            | アキラメナイヨ (Akiramenai yo)     | 8. Nov. 2010           |
| 7   | Sündige Schönheiten         | ツミナオトメラ (Tsumi na Otomera)  | 15. Nov. 2010          |
| 8   | Der Himmel bleibt dunkel    | ナオクラキソラ (Nao Kuraki Sora)   | 22. Nov. 2010          |
| 9   | Ausbruch der Gefühle        | ハルカナオモイ (Haruka na Omoi)    | 29. Nov. 2010          |
| 10  | Geheimnisse                 | トリノソラネハ (Tori no Sorane wa) | 6. Dez. 2010           |
| 11  | Das unsichtbare Paar        | ソラメクフタリ (Sorameku Futari)   | 13. Dez. 2010          |
| 12  | Zum fernen Himmel           | ハルカナソラヘ (Haruka na Sora e)  | 20. Dez. 2010          |

#### Synchronisation
| Rolle           | Japanischer Sprecher (Seiyū) | Deutscher Sprecher |
| --------------- | ---------------------------- | ------------------ |
| Haruka Kasugano | Hiro Shimono                 | Christopher Kohn   |
| Sora Kasugano   | Hiroko Taguchi               | Amelie Plaas-Link  |
| Nao Yorihime    | Yuka Inokuchi                | Sarah Alles        |
| Akira Amatsume  | Kayo Sakata                  | Moira May          |
| Kazuha Migiwa   | Ryōko Ono                    | Lisa Mitsching     |
| Motoka Nogisaka | Tae Okajima                  | Maria Hönig        |
| Kozue Kuranaga  | Yukari Minegishi             | Peggy Pollow       |
| Yahiro Ifukube  | Ryōko Tanaka                 | Anja Nestler       |
| Ryōhei Nakazato | Takurō Nakakuni              | Marcel Mann        |

#### Musik
Eine Besonderheit des Animes ist es, dass er sowohl über einen Vorspann und zwei Abspänne verfügt, die innerhalb einer Folge gezeigt werden. Der Vorspann verwendete den Titel Hiyoku no Hane (比翼の羽根) der durch Riya von eufonius interpretiert wurde. Die Komposition und das Arrangement stammt von Hajime Kikuchi. Der Titel soll auf der gleichnamigen Single zusammen mit einem weiteren Stück und jeweils einer Instrumentalversion am 27. Oktober 2010 veröffentlicht werden.
Der erste Abspann ist sehr sachlich gehalten, thematisiert die Dramatik und wurde mit dem Titel Tsunagu Kizuna (ツナグキズナ) von der Dōjinshi-Gruppe Team.Nekokan featuring Junca Amaoto (天乙准花) unterlegt. Die Komposition, Arrangement und der Liedtext wurden dem Pseudonym oder dem daran Angelehnten nyanyannya (neko „Katze“, nya(n), „miau“) gewidmet. Wie die erste Single soll auch dieser Titel zusammen mit einem weiteren als gleichnamige Single am 27. Oktober 2010 erscheinen.
Am Ende des ersten Abspanns schloss sich eine kurze Schilderung der aktuellen Ereignisse aus Sicht einer der weiblichen Figuren im Chibi-Stil an und schildert deren Wunschtraum Haruka als Liebhaber zu gewinnen, was als humorvolle Einlage gedacht ist. Entsprechend humorvoll ist der zweite Abspann gehalten, der von den Stilelementen Chibi, Super Deformed und Etchi reichlich Gebrauch macht und diverse Anspielungen enthält. So findet sich selbst die Cat-Gun, ein Hype um ein Video, in dem eine Katze wie eine Waffe benutzt wird, im Abspann wieder. Als Musikstück kam der Titel Pinky Jones (ピンキージョーンズ) zum Einsatz, der von Momoiro Clover interpretiert wurde. Den Liedtext schrieb Straight Murano, während die Komposition und Arrangement von Narasaki übernommen wurde. Die gleichnamige Single erschien im November 2010 auf dem zum Kōdansha-Konzern gehörenden Label Starchild Records.